# Desa Cijambe (administrativ by i Indonesien, lat -6,81, long 108,02)
Desa Cijambe är en administrativ by i Indonesien.   Den ligger i provinsen Jawa Barat, i den västra delen av landet, 150 km sydost om huvudstaden Jakarta.